# Gypsophila macedonica
Gypsophila macedonica är en nejlikväxtart som beskrevs av Vandas. Gypsophila macedonica ingår i släktet slöjor, och familjen nejlikväxter. Inga underarter finns listade i Catalogue of Life.